# Carlos Muñoz Arosa
Carlos Muñoz Arosa (Vigo, 3 aprile 1919 – Madrid, 15 aprile 2005) è stato un attore spagnolo.

## Biografia
Carlos Muñoz Arosa inizia la sua carriera sul palcoscenico nel 1936, apparendo in commedie come Las Ranas ed El Testamento. In quel periodo fu coinvolto in numerosi film di guerra e patriottici, di moda all'epoca.
Tuttavia, unì i film di guerra con altri generi e partecipò al dramma Marianela (1940), di Benito Perojo, con Mary Carrillo e basato sull'omonima opera di Benito Perez Galdós, in questo periodo conobbe l'attrice Cristina Guzman, che in seguito divenne sua moglie.
Per tre decenni ha lavorato assiduamente nel cinema spagnolo in molte serie televisive ed anche in teatro.
Nel 1967 raggiunse la sua fase di maggior successo professionale interpretando il ruolo del capofamiglia nella famosa serie televisiva La Casa de Los Martinez, rimasta sullo schermo fino al 1971. Successivamente alla fine della serie, è tornato al cinema, interpretando ruoli secondari in film come La Graduada (1971) di Mariano Ozores.

## Filmografia parziale

### Attore
- L'assedio dell'Alcazar, regia di Augusto Genina (1940)
- La donna non amata, regia di Josè Lopez Rubio (1940)
- Marianela, regia di Benito Perojo (1940)
- Cristina Guzmàn, regia di Gonzalo Delgràs (1943)
- Lo scandalo, regia di Josè Sàenz de Heredia (1943)
- Lola Montès, regia di Antonio Romàn (1944)
- Ultimo atto nelle Filippine, regia di Antonio Romàn (1945)
- Quattro donne, regia di Antonio del Amo (1947)
- Mariona Rebull, regia di Josè Sàenz de Heredia (1947)
- Ospite di Darkness, regia di Antonio del Amo (1948)
- Ali della gioventù, regia di Antonio del Amo (1949)
- Novanta minuti, regia di Antonio del Amo (1949)
- El santuario no se rinde, regia di Arturo Ruiz Castillo (1949)
- Caselle postali 1001, regia di Julio Salvador (1950)
- Una storia di due villaggi, regia di Antonio del Amo (1951)
- Vento e sole, regia di José María Forqué (1951)
- La casa de los Martínez (1967) - serie TV
- La graduada, regia di Mariano Ozores (1971)
- ...più forte ragazzi!, regia di Giuseppe Colizzi (1972)
- Juan Moreira, regia di Leonardo Favio (1973)
- Angelo nero, regia di Tulio Demicheli (1978)
- L'uomo del confine, regia di (1980)
- Camilla - Un amore proibito, regia di Marìa Luisa Bemberg (1984)

### Regia

#### Serie TV
- Ciclo de teatro argentino (1971)
- Vermouth de teatro argentino (1974)
- La señora Ordóñez (1984)